# Plagiobrissus
Plagiobrissus is een geslacht van zee-egels uit de familie Brissidae.

## Soorten
Ondergeslacht Plagiobrissus
- Plagiobrissus abeli Reidl, 1941 †
- Plagiobrissus abruptus Arnold & H.L. Clark, 1927 †
- Plagiobrissus africanus (Verrill, 1871)
- Plagiobrissus costaricensis Durham, 1961 †
- Plagiobrissus elevatus Arnold & H.L. Clark, 1927 †
- Plagiobrissus grandis (Gmelin, 1791)
- Plagiobrissus lamberti Jeannet, 1928 †
- Plagiobrissus latus Arnold & H.L. Clark, 1927 †
- Plagiobrissus malavassii Durham, 1961 †
- Plagiobrissus pacificus H.L. Clark, 1940
- Plagiobrissus perplexus Arnold & H.L. Clark, 1927 †
- Plagiobrissus robustus Arnold & H.L. Clark, 1927 †

Ondergeslacht Rhabdobrissus
- Plagiobrissus costae (Gasco, 1876)
- Plagiobrissus jullieni (Cotteau, 1889)